# Charlie Rose
Charles Peete "Charlie" Rose, Jr. (Henderson, Carolina del Norte; 5 de enero de 1942) es un locutor y periodista de la televisión estadounidense. Desde 1991 ha sido anfitrión de Charlie Rose, un programa de entrevistas transmitido nacionalmente por la PBS desde 1993. También trabaja en This Morning de CBS, desde enero de 2012. Rose, junto con Lara Logan, ha sido anfitrión del revivido clásico de la CBS Person to Person, un programa de noticias en el que las celebridades son entrevistadas en sus hogares, mientras que Edward R. Murrow fue originalmente su anfitrión de 1953 a 1961.

## Primeros años
Rose nació en Henderson, Carolina del Norte, el único hijo de Margaret (de soltera Frazier) y Charles Peete Rose, Sr., productores de tabaco que poseían una tienda en el pueblo. De niño, Rose vivía en el segundo piso de la tienda de sus padres en Henderson y ayudó con el negocio familiar desde los siete años. Rose admitió en una entrevista de Fresh Dialogues que de niño su insaciable curiosidad le metía constantemente en problemas. Siendo una estrella de baloncesto en la escuela, Rose entró en la Universidad de Duke con la intención de obtener un título en una carrera pre-médica, pero una pasantía en la oficina del senador Demócrata de Carolina del Norte B. Everett Jordan lo llevó a la política. Rose se graduó en 1964 con una licenciatura en historia. En Duke, fue miembro de la fraternidad Kappa Alpha Order. Obtuvo un Doctorado en Jurisprudencia en la Escuela de Derecho de la Universidad de Duke en 1968. Conoció a su esposa, Mary (King), mientras asistía a Duke.

## Carrera

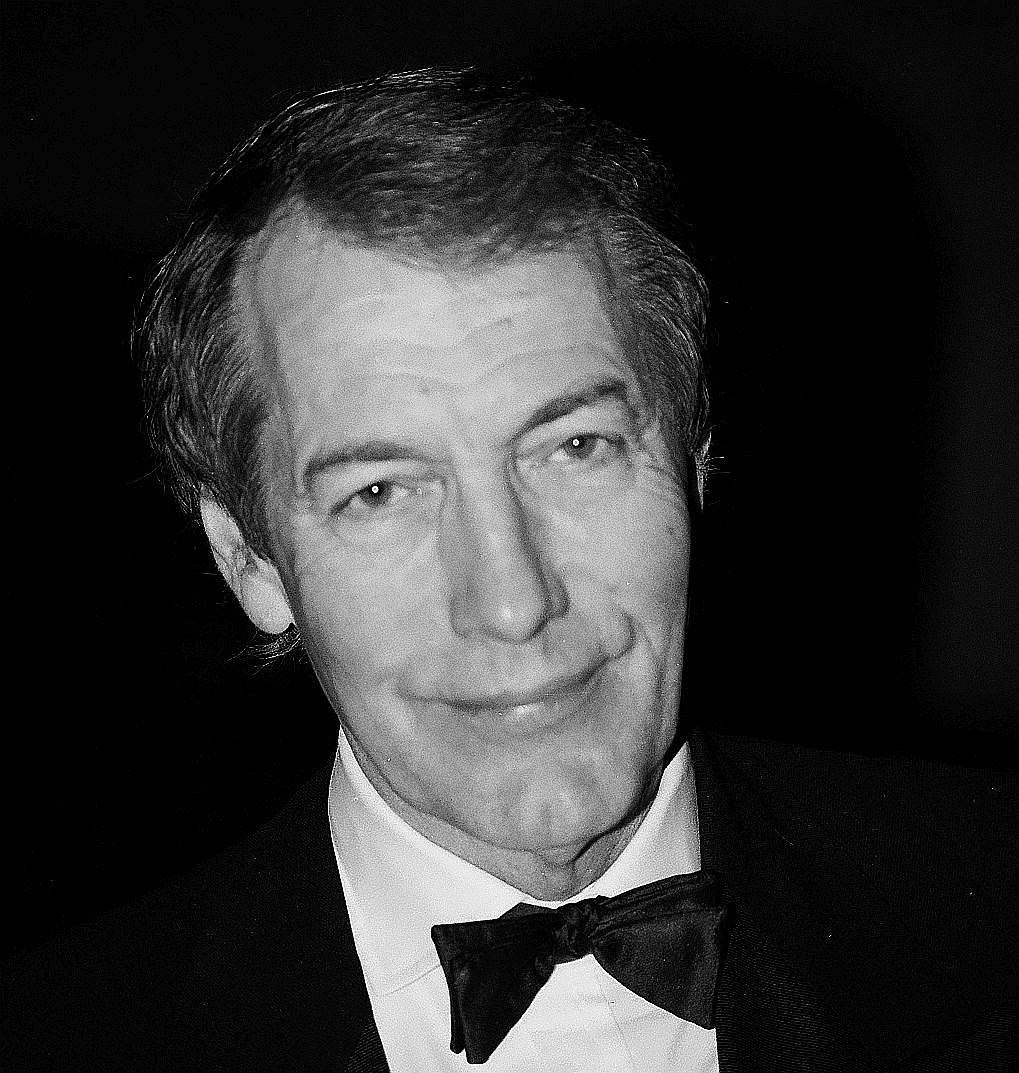
Charlie Rose en 2001, Washington D.C

Después de que su esposa fuera contratada por la BBC (en Nueva York), Rose se encargó de algunas tareas para la BBC de forma independiente. En 1972, sin dejar de trabajar en Bankers Trust, comenzó a trabajar como reportero de fin de semana para WPIX-TV. Su oportunidad llegó en 1974, después de que Bill Moyers contrara a Rose como jefe de redacción para la serie de PBS Bill Moyers' International Report.
En 1975, Moyers nombró a Rose productor ejecutivo del Bill Moyers Journal. Rose pronto comenzó a aparecer en cámara. Una conversación con Jimmy Carter, una entrega de la serie Moyers EE.UU.: Gente y Política, ganó un Premio Peabody en 1976. Rose trabajó en varias redes perfeccionando sus habilidades para entrevistar hasta que la cadena KXAS-TV en Dallas-Fort Worth lo contrató como director del programa y le dio un segmento nocturno, que acabaría convirtiéndose en The Charlie Rose Show.
Rose trabajó para CBS News (1984-1990) como el anfitrión de CBS News Nightwatch, el primer noticiero nocturno transmitido del canal, en el que Rose normalmente aparecía realizando entrevistas uno-a-uno con personajes notables, en un formato similar a su programa actual de PBS. La emisión de la entrevista de Rose con Charles Manson en The Nightwatch le valió un Premio Emmy en 1987.